# Prowokacja
Prowokacja – podstępne i celowe działanie osoby trzeciej mające na celu spowodowanie reakcji ofiary prowokacji, zazwyczaj szkodliwej dla niej i często dla osób z nią związanych lub organizacji, jak np. uzyskanie odpowiedzi, informacji, wywołanie silnych emocji, niekontrolowanego zachowania, złamanie prawa.
W psychologii prowokacja jest świadomym wymuszeniem określonych zachowań, reakcji lub działań, często agresywnych i nagłych, poprzez oddziaływanie na psychikę, niekoniecznie zgodne z obranymi przez daną osobę zasadami i wyznawaną ideologią.
W sądownictwie prowokacja dotyczy dopuszczalnej obrony, która polega na przedstawieniu braku podstaw do stwierdzenia popełnienia przestępstwa, poprzez udowodnienie, iż na oświadczenia oskarżonego lub świadków wpłynęła osoba pytająca/przesłuchująca, prowokując ją do stwierdzenia nieprawdziwych faktów lub ich przeinaczenia.
W pewnych sytuacjach prowokacja może być akceptowalnym narzędziem dochodzeń dziennikarskich lub policyjnych.
W Kanadzie prowokację w policji definiuje się jako podjęcie działań poprzez jednostkę policji, które dają szansę przypadkowej jednostce społeczeństwa na popełnienie przestępstwa. Jest to forma testu nazywana Random virtue testing (ang. dosłownie losowe testowanie cnoty).